# Королева-консорт
Королева-консорт или королева-супруга (от англ. consort — супруг(а)) — жена правящего короля; императрица-консорт в случае императора, царица-консорт в случае царя, великая герцогиня-консорт в случае великого герцога, княгиня-консорт (принцесса-консорт) в случае князя (принца).
Королева-консорт как правительница имеет равный с супругом социальный ранг, носит женский эквивалент монархического титула супруга и разделяет стиль Ваше Величество (стиль зависит от титула), но не обладает политическими и военными полномочиями регента, а также лишается данного титула в результате смерти супруга или развода. Этим она отличается от правящей королевы, имеющей все полномочия монарха и наследующей трон после смерти предшественника.
Вдовствующая королева (императрица, царица, великая герцогиня, княгиня (принцесса) и т. д.) — это титул вдовы монарха в своём праве. Королева-мать (императрица-мать, царица-мать, великая герцогиня-мать, княгиня-мать (принцесса-мать) и т. д.) — это титул вдовствующей королевы или супруги отрёкшегося монарха которая является матерью правящего монарха.

## Титулы
В монархиях, где полигамия практиковалась в прошлом (таких как Марокко и Таиланд) или практикуется сегодня (например, у зулусов и в различных государствах йоруба), количество жен у короля варьируется. В Марокко король Мохаммед VI нарушил традиции и дал своей жене Лалле Сальме титул принцессы. До правления короля Мохаммеда VI марокканская монархия не имела такого титула. В Таиланде король и королева должны быть королевского происхождения. Другим супругам короля присваиваются другие королевские титулы, подчёркивающие статус.
В других культурах существуют разные традиции статуса королевы. Вождь зулусов называет одну из своих жен «Великой женой», что является эквивалентом королевы-консорт. И наоборот, в Йорубаланде все супруги вождя имеют равный ранг. Хотя одной из них, обычно той, которая была замужем за вождем в течение длительного времени, может быть предоставлено собственный титул женщины-вождя, чтобы подчеркнуть её относительно более высокий статус по сравнению с другими женами. При этом она не разделяет ритуальную власть своего мужа. Когда женщину необходимо наделить властью, подобной власти вождя, она обычно является придворной дамой на его службе, которая не замужем за ним, но руководит подданными от его имени.

## Роль
В общем случае супруги монархов не имеют власти как таковой, даже если их положение признано конституционно или законодательно. Королевы-консорт часто обладали неформальной властью, которая зависела от того, какие возможности ей предоставлялись. Если она производила на свет здорового наследника, а также обладала хорошим характером, амбициями и набожностью, у неё было больше шансов получить этот неформальный тип власти. Королевы-консорт часто играли важную роль при передаче культуры. Благодаря своему уникальному положению, когда они воспитывались в одной культуре, а затем в молодом возрасте выходили замуж в другой стране и другой культуре, королевы-консорт часто служили культурным мостом между народами, представляли новые формы искусства, музыки, религии и моды. Часто королева-консорт умершего короля (вдовствующая королева или королева-мать) являлась регентом, если её ребёнок, наследник престола, был ещё несовершеннолетним.

## Супруги нынешних монархов

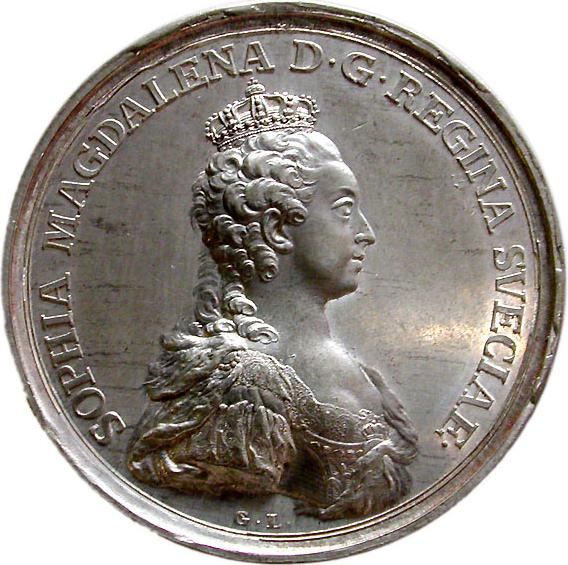
Королева София Магдалина Датская в короне королевы Швеции

Жёны правителей действующих монархий:

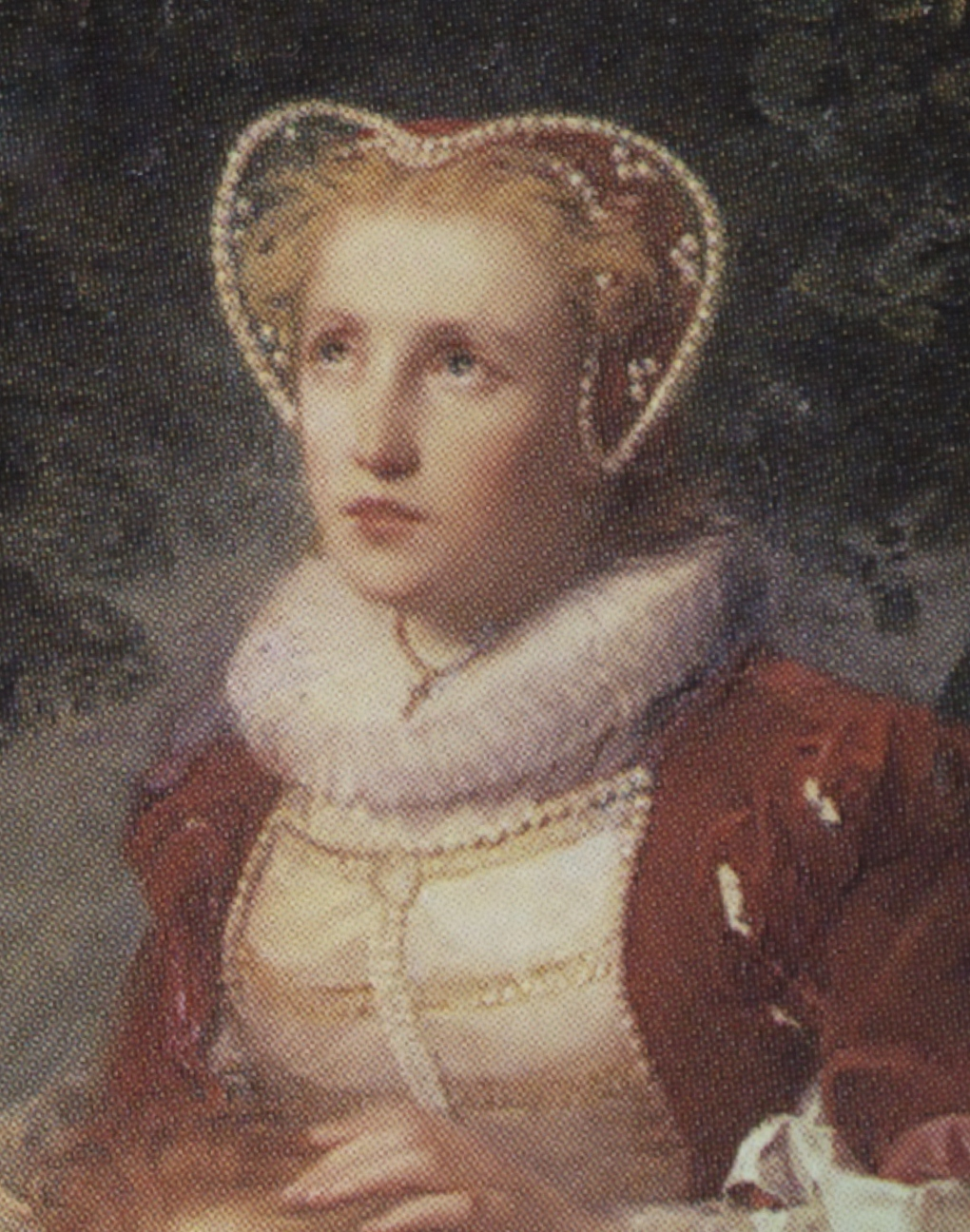
Королева Екатерина (1550—1612), супруга короля Швеции Эрика XIV

- Королева Зарит София, супруга Ибрагима Исмаила короля (Янг ди-Пертуан Агонг) Малайзии
- Королева Джецун Пема, супруга Джигме Кхесара Намгьяла Вангчука короля (Друк Гьялпо) Бутана
- Королева Камилла, супруга Карла III короля Великобритании и других Королевств Содружества
- Королева Летиция, супруга Филиппа VI короля Испании
- Королева Максима, супруга Виллема-Александра короля Нидерландов
- Королева Матильда, супруга Филиппа короля Бельгии
- Королева Мария, супруга Фредерика X короля Дании
- Королева Масенате, супруга Летсие III короля Лесото
- Королева Нанасипауу Тукуахо, супруга Тупоу VI короля Тонги
- Королева Рания, супруга Абдаллы II короля Иордании
- Королева Салеха, супруга Хассанала Болкиах султана Брунея
- Королева Сильвия, супруга Карла XVI Густава короля Швеции
- Королева Соня, супруга Харальда V короля Норвегии
- Королева Сутида, супруга Махи Ваджиралонгкорна короля Таиланда
- Великая герцогиня Мария Тереза, супруга Анри великого герцога Люксембурга
- Княгиня Шарлен, супруга Альбера II князя Монако
- Императрица Масако, супруга Нарухито императора Японии

Жёны правителей федеральных монархий:
- Королева Азиза, супруга Абдуллы султана Паханга
- Королева Зарит София, супруга Ибрагима Исмаила султана Джохора
- Королева Зара Салим, супруга Назрина султана Перака
- Королева Нур Захира, супруга Мизана Зейнала Абидина султана Тренгану
- Королева Фаузия, супруга Сираджуддина султана Перлиса
- Королева Норашикин, супруга Шарафутдина султана Селангора
- Королева Айша Рохани, супруга Мухриза султана Негери-Сембилана
- Королева Нур Диана Петра, супруга Мухаммада V султана Келантана
- Королева Малиха, супруга Саллехуддина султана Кедаха

Жёны правителей субнациональных (не суверенных) монархий:
- Королева Рату Хемас, супруга Хаменгкубувоно X султана и губернатора Джокьякарты
- Королева Агнес, супруга Чарльза Мумбере (Ирема-Нгома I) короля (Омусинга) Рвензуруру
- Королева Нтокозо Камаисела, 1-я супруга Мисузулу Зулу короля (инкоси) Королевства Зулу
- Королева Номзамо МаМьени, 2-я супруга Мисузулу Зулу короля (инкоси) Королевства Зулу
- Королева Анжелика Ларреа, супруга Хулио Пинедо короля Королевства афроболивийцев

Жёны правителей титулярных (упразднённых) монархий:
- Мари-Шанталь, супруга Кронпринца Павла титулярного короля Греции
- Ольга Греческая, супруга Аймоне Савойского-Аостского титулярного короля Италии (оспаривается)
- Клотильда Куро, супруга Эммануила Филиберта Савайского титулярного короля Италии (оспаривается)
- Мари Маргерит, супруга Луиса Альфонсо, герцога Анжуйского титулярного короля Франции
- Изабел де Эредия, супруга Дуа́рте Пи́у, герцог Брага́нса титулярного короля Португалии
- Элия Зогу, супруга Лека II Зогу титулярного короля Албании
- Катарина де Цомер, супруга Карла Фридриха Гогенцоллерна титулярного короля Румынии (оспаривается)
- Комал, супруга Гьянендры титулярного короля Непала
- Маргарита Гомес-Асебо-и-Сехуела, супруга Симеона II титулярного царя Болгарии
- Лейла Кипиани, супруга Нугза́ра Петро́вича Багратио́на-Грузи́нского титулярного царя Грузии (оспаривается)
- Ирина Бегашвили, супруга Князя Давида Георгиевича Багратиона-Мухранского титулярного царя Грузии (оспаривается)
- Зетте Лейзи, супруга Великого князя Алексея титулярного императора России (оспаривается)
- Принцесса София Изенбургская, супруга Георга Фридриха Фердинанда, принца Прусского титулярного императора Германии
- Франческа Габсбург-Лотарингская, супруга Карла Габсбург-Лотарингского титулярного императора Австрии и Венгрии (Австро-Венгрия)

Поскольку у королев-консортов и других супругов отсутствует порядковый номер, с помощью которого можно проводить различие между ними, во многих исторических текстах и энциклопедиях умерших супругов называют по их добрачной (или девичьей) фамилии или титулу, а не по их брачному королевскому титулу (примеры: королеву Марию, супругу Георга V, обычно называют Марией Текской, а королеву Марию Хосе, супругу Умберто II итальянского, обычно называют Марией Хосе Бельгийской).